# Абрамичева, Кристина Игоревна
Кристина Игоревна Абрамичева (род. 8 сентября 1977, Уфа, СССР) — российский куратор, арт-критик, экскурсовод, общественный деятель.

## Биография
В 2000 году окончила Башкирский государственный университет (ныне Уфимский университет науки и технологий), филологический факультет (специальность: литературный редактор), в 2006—2010 училась в Уральском государственном университете по специальности «искусствовед».
С 2000 года работала литературным редактором в частных издательствах, писала статьи, очерки, рецензии. С 2004 начала издавать журнал «Гипертекст», с 2011 — литературное приложение к нему «Персонаж: тексты о текстах». С 2005 года сотрудничает с частным музеем, занимается кураторством выставок и других культурных мероприятий. С 2008 года по 2020 год — куратор галереи актуального искусства «Х-МАХ». С 2016 года — директор частного Музея советского быта. Член Ассоциации искусствоведов России. С 2012 года — одна из координаторов общественного движения «Архзащита Уфы». С 2019 года — член Яблоко (партия), с февраля 2022 года — председательница башкирского отделения партии (в марте 2024 переизбрана на второй срок). С 2019 по 2021 год — член Совета по правам человека при Главе республики Радии Хабирове первого созыва. С 2020 года — член башкирского отделения Всероссийского общества охраны памятников истории и культуры, куратор Том Сойер Феста в Уфе.

## Участие в общероссийских выставках в качестве куратора
- 2009 — Фестиваль-лаборатория «Арт-завод» (Екатеринбург), куратор от региона.
- 2009 — VI Новосибирская Биеннале графики (Новосибирск), кураторский проект.
- 2010 — История российского видеоарта (Москва, МСИ), кураторский проект от Уфы.
- 2012 — «Уральский проект» (совместно с Е. Шипицыной), VII Международная триеннале графики (Новосибирск).
- 2012 — кураторский проект от Уфы на фестивале «Белые ночи» (Мотоволихинские цеха, Пермь).
- 2013 — кураторский проект от Уфы на фестивале «Белые ночи» (музей «PERMM»).
- 2013 — Проект «Уфалогия» (куратор от Уфы), (музей «Эрарта», Санкт-Петербург).

## Статьи об искусстве
- Собаки, бегущие вспять // ZAART : журнал. — Екатеринбург, 2007. — № 22.08. Архивировано 4 марта 2016 года.

- Вещный город // Бельские просторы : журнал. — Уфа, 2010. — № 9. Архивировано 29 апреля 2014 года.

- Художник и зритель в Уфе: как стать ближе? // Бельские просторы : журнал. — Уфа, 2011. — № 1. Архивировано 29 апреля 2014 года.

- Открытие пространства: «Уральский проект» // Бельские просторы : журнал. — Уфа, 2012. — № 11. Архивировано 29 апреля 2014 года.

## Статьи и интервью
- Истомина Светлана. «Критикесса» Кристина Абрамичева: культура Башкирии замкнулась в Поволжье // Аргументы недели : газета. — Уфа, 13.03.2013.
- Симонов Алексей. Рождение критической мысли // Истоки : газета. — Уфа, 1.06.2005.

- Дёмина Анастасия. Кристина Абрамичева: Сохранение культурного наследия — тоже патриотизм // mkset.ru : сайт. — Уфа, 14.06.2017.

- Истомина Светлана. От "Кремля" до подворотен: экскурсовод о том, что интересует туристов в Уфе // ufa.aif.ru : сайт. — Уфа, 14.07.2023.

- Мамаева Карина. История на помойке: как уфимка изучает город по семейным архивам и коллекционирует вещи времен СССР // sobaka.ru : сайт. — Уфа, 26.08.2023.

## Видеоинтервью, экскурсии
- Гость культурного блока на канале «Россия 24 — Башкортостан»
- Первый кинотеатр и архитектура Черниковска. Как женщины влияли на историю Уфы?